# Velving
Velving település Franciaországban, Moselle megyében. Lakosainak száma 204 fő (2022. január 1.). Velving Brettnach, Ottonville, Téterchen és Valmunster községekkel határos.

## Népesség
A település népessége az elmúlt években az alábbi módon változott:
| Lakosok száma | 220  | 206  | 210  | 205  | 204  | 207  | 209  | 210  | 204  |
|               | 2013 | 2015 | 2016 | 2017 | 2018 | 2019 | 2020 | 2021 | 2022 |